# Willemijn de Greef
Willemijn de Greef (1973) is een Nederlands beeldend kunstenaar die actief is als sieraadontwerper.

## Biografie
De Greef is opgegroeid in Boxtel en Zeeuws-Vlaanderen en is opgeleid aan de Vakschool Schoonhoven (1992-1996) en vervolgens aan de Gerrit Rietveld Academie te Amsterdam (2003-2006). In haar werk verwijst zij regelmatig naar haar wortels in Zeeland en de tradities in de ambachtelijke visserij door middel van touw en Zeeuwse knopen.